# Viktoria Tókareva

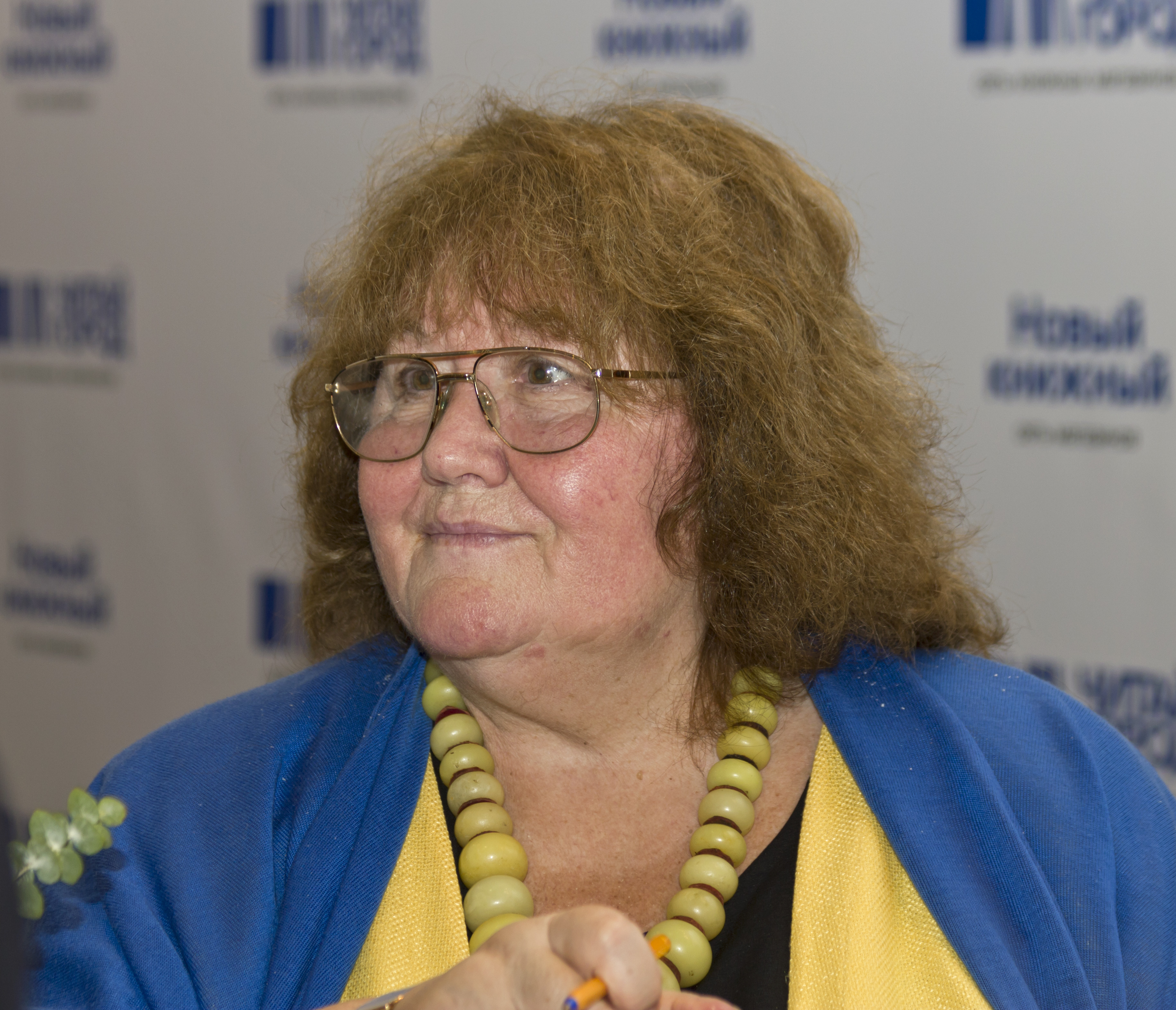
2013

Viktoriya Samoilovna Tókareva (Leningrado ―actual San Petersburgo―, 20 de noviembre de 1937) es una guionista y escritora de cuentos y profesora de música de nacionalidad soviética y rusa, de gran éxito en su país.
En letra cirílica (utilizada en el idioma ruso) su nombre se escribe Виктория Самойловна Токарева.
Tókareva comenzó a trabajar con diferentes cineastas soviéticos a partir de finales de los años sesenta. Hasta la fecha, ha escrito catorce guiones, varios de los cuales fueron adaptados de sus cuentos o libros, incluyendo Sto gramo dlya khrabrosti (‘cien gramos de valentía’, de 1976) y Talismán (de 1983). Tres de sus películas ―Mimino (1977), Caballeros de fortuna (1972), y Un perro estaba caminando sobre el piano (1978)― tuvieron un gran éxito. Mimino ganó una medalla de oro en el Festival Internacional de Cine de Moscú (1977).

## Guiones
- 1968: Урок литературы (‘una lección de literatura’).
- 1972: Джентльмены удачи (caballeros de fortuna’)
- 1976: Сто грамм для храбрости (‘cien gramos de coraje’).
- 1977: Мимино (‘Mimino’).
- 1978: Шла собака по роялю (‘un perro caminaba sobre el piano’).
- 1981: Шляпа (‘el sombrero’).
- 1983: Талисман (‘Talismán’, adaptado de un cuento corto).
- 1984: Маленькое одолжение (‘una pequeña imposición’).
- 1985: Тайна земли (‘el secreto de la Tierra’, adaptado de un cuento corto).
- 1986: О том, чего не было (‘acerca de eso que no sucedió’, adaptado de un cuento corto).
- 1986: Кто войдет в последный вагон (‘quién entrará en el último automóvil’, basado en el libro Старая собака, ‘viejo perro’).
- 1987: Стечение обстоятельств (‘coincidencia’).
- 1992: Мелодрама с покушением на убийство (‘melodrama con un intento de homicidio’, adaptado de la novela Пять фигур на постаменте (‘cinco figuras en un pedestal’).
- 1995: Ты ест... (‘tú eras...’, adaptación de un libro).
- 2000: Вместо меня (‘en vez de mí’, adaptación de un libro).
- 2001: Лавина (‘avalancha’, adaptación de un libro).